# Двинка (деревня)
Двинка — деревня в Тюхтетском районе Красноярского края России. Административный центр и единственный населённый пункт Двинского сельсовета. 

## География
Находится на правом берегу реки Даниловка (приток реки Четь), примерно в 19 км к западу-юго-западу (WSW) от районного центра, села Тюхтет, на высоте 190 метров над уровнем моря.

## История
Основана в 1901 году. По данным на 1926 год состояла из 110 хозяйств. В административном отношении являлась центром Двинского сельсовета Тюхтетского района Ачинского округа Сибирского края.

## Население
| 2010 | 2012 | 2013 | 2014 | 2015 | 2016 | 2017 |
| ---- | ---- | ---- | ---- | ---- | ---- | ---- |
| 346  | ↘330 | ↘320 | ↘318 | ↘302 | ↘278 | ↘266 |

Гендерный состав
По данным Всероссийской переписи населения 2010 года 175 мужчин и 171 женщина из 346 чел.
По данным переписи 1926 года в деревне проживало 536 человек (261 мужчина и 275 женщин), основное население — латгальцы.

## Улицы
Уличная сеть деревни состоит из 5 улиц и 1 переулка.